# Alvaro Salto
Alvaro Salto (Málaga, 11 januari 1974) is een Spaanse golfprofessional.
Alvaro komt uit een familie met veel golfers. Zijn vader Jaime Salto en diens broer spelen op de Club del Campo in Madrid, Alvaro's vijf broers spelen ook. Alvaro vertegenwoordigde zijn land in de Eisenhower Trophy samen met Sergio García, Ivo Giner  en José Manuel Lara.

## Teams
- 1996: Eisenhower Trophy

## Professional
Salto maakte zijn rechtenstudie niet af omdat hij zich op golf wilde concentreren. In 1997 werd hij professional. Sindsdien is hij bijna elk jaar naar de Tourschool gegaan, maar het duurde tot 2001 voordat hij zich voor de Europese Challenge Tour kwalificeerde. Daar heeft hij inmiddels drie toernooien gewonnen.

## Gewonnen
- 1998: Eulen Open Galea (−8) in Bilbao
- 2000: Credit Suisse Private Banking Open (−16) in Ascona
- 2006: Parco di Monza Challenge (−13) in Milaan